# José Pezet y Monel
José Pezet y Monel fue un médico, periodista y político peruano. 
Nació en Lima el 29 de abril de 1774, hijo de Marc Antoine Pezet, natural de Beziers, Francia, y Maria Josefa Monel y Salbo. Fue hermano de Francisco Solano Pezet y Monel. Bautizado en la parroquia de San Lázaro en el distrito limeño del Rímac el 29 de noviembre de 1775. Graduado de médico, ejerció la cátedra de Anatomía en la Facultad de San Fernando. En el año de 1801 tiene junto a Da. Inés de Salas su primer hijo Jose Fernando Pezet, Da. Inés fallece al momento de dar a luz. El 22 de septiembre de 1803 se casa con María del Rosario Evarista Rodríguez de la Piedra con la que tuvo tres hijos: María Josefa Genera de las Llagas Pezet Rodríguez, Manuel María Pezet Rodríguez y Juan Antonio Pezet Rodríguez Piedra quien llegó a ser presidente del Perú entre 1863 y 1865 (con sucesión) Su tercera esposa fue Da. María Antonia de Cabrera Zegarra Ulaortua (sin sucesión).
Participó en la causa independentista del Perú conspirando junto con los también médicos Hipólito Unanue, José Gregorio Paredes y Gabino Chacaltana. En 1810 editó, junto a José Gregorio Paredes, el periódico "La Gaceta del Gobierno de Lima" .Fue uno de los firmantes del Acta de Independencia del Perú y miembro del Congreso Constituyente de 1822 por el departamento del Cusco. Dicho congreso constituyente fue el que elaboró la primera constitución política del país. Ejerció el cargo de Vicepresidente del Congreso entre el 20 de febrero hasta el 21 de abril de 1823.
El 19 de julio de 1823, en Trujillo, Riva Agüero decretó la disolución del Congreso y estableció un senado, conocido como "Senado de Trujillo", compuesto por diez vocales elegidos entre los mismos diputados, uno por cada departamento: Nicolás de Araníbar (Arequipa), Hipólito Unanue (Tarma), José Pezet (Cusco), Francisco Salazar (Puno), José Rafael Miranda (Ayacucho), Justo Figuerola (Huancavelica), Manuel de Arias (Lima), Toribio Dávalos (La Costa), José de Larrea (Huaylas) y Martín de Ostolaza (Trujillo). Este senado celebró 27 sesiones del 18 de septiembre al 18 de noviembre de 1823. Los diputados contrarios fueron enviados al sur.
El protector don José de San Martín le otorgó la condecoración de la Orden del Sol en grado de Asociado y la Municipalidad de Lima lo nombró miembro de la Junta Conservadora de la Libertad de Imprenta. En 1825 fue preso del comandante José Ramón Rodil y Campillo en la Fortaleza del Real Felipe donde falleció.